# روجيه عساف
روجيه عساف (1941 -)، مخرج وممثل مسرحي لبناني. من رواد المسرح الطليعي العربي الواقعي والذي لا يخاف الغوص في مختلف أساليب التجريب والتعبير المسرحي.

## حياته
هو روجيه جوزف عساف ولد العام 1941 في بيروت لاب لبناني وام فرنسية. تزوج ن السيدة ماري كلود اده، وأنجب منها ابنة، ثم تزوج ثانية من حنان الحاج علي وأنجب منها أربعة أولاد: زينب، علي، مريم ويوسف. تلقى علومه الابتدائية في مدرسة الفرير - فرن الشباك، وعلومه الثانوية في مدرسة «الفرير» الجميزة. ثم انتسب إلى جامعة القديس يوسف، حيث درس الطب لمدة أربع سنوات لكنه ما لبث أن هجر الدراسة ليتفرغ للعمل المسرحي. منذ صغره، كان روجيه عساف متمكناً من اللغة الفرنسية، الأمر الذي منحه امتيازاً على الآخرين، فتفوق في النشاطات الفنية والمسرحية والدينية والأدبية في المدرسة، وبتشجيع من أستاذه الفرنسي جورج هاريتيه للإلقاء المسرحي، نمت موهبة ذلك الطفل (7 سنوات) الذي لمع اسمه في ما بعد في عالم المسرح اللبناني والعربي. عمله المسرحي نما وتطور بشكل مطرد، بموازاة دراسته الطب، علماً انه يومذاك، لم تكن هناك معاهد أو جامعات تدرّس المسرح. اعتنق الإسلام عام 1986 وهو يمارس الطقوس الدينية الإسلامية بانتظام.

## أعماله
في عمر الثانية عشرة شارك في مسرحية جوالة من إخراج هنري خياط. في ما بعد شارك روجيه عساف بتأسيس المركز المسرحي الجامعي في معهد الآداب، حيث عرضت عدة مسرحيات ذات طابع طليعي كمسرحية "Les Chaises" للكاتب ايونسكو. وشارك في أعمال تلفزيونية مع المخرجين جان كلود بولس وأنطوان ريمي والياس متى وأنطوان مشحور. العام 1963 حصل من السفارة الفرنسية على منحة لدراسة التمثيل في معهد ستراسبورغ العالي للدروس المسرحية بفرنسا. في العام 1965 كانت الحركة المسرحية اللبنانية الفعلية قد بدأت بالنمو والتطور، فانخرط فيها وساهم في تأسيس كلية الفنون في الجامعة اللبنانية العام 1966. كما شارك في إنشاء مسرح بيروت (عين المريسة) الذي كانت له على خشبته عدة أعمال، مخرجاً وممثلاً. ومنها مسرحيات الكاتب اللبناني غبريال بستاني، مثل "Le Retour d'Adonis". ومن مسرح بيروت إلى مهرجان «نانسي» الدولي، حيث شارك في التمثيل مع مخرجين آخرين مثل جلال خوري في مسرحية «أرتيرو أوي» - Arturo Ui) أي صعود هتلر)، ومع شكيب خوري في «بانتظار غودو» (الزعيم الصغير)، والأخوين رحباني في «أيام فخرالدين»، ومنير أبو دبس في «هاملت».
العام 1968 ساهم مع نضال الأشقر في تأسيس محترف بيروت للمسرح. في أيار 1979 أسس تجربة مسرح الحكواتي التي لاقت نجاحا في مهرجانات عربية ودولية ونالت جوائز عديدة.
أسس روجيه عساف في العام 2005 مركز دوار الشمس، وهو مركز هدفه دعم محاولات التعبير الشبابية وتفعيلها.

## جوائز وتكريم
حصل روجيه عساف على الجوائز التالية:
- جائزة الأرزة الذهبية 1962.
- مهرجان Nancy الدولي 1976: الثالث في قائمة المميزين.
- جائزة أفضل عمل مسرحي في أيام قرطاج المسرحية 1983.
- منتخب مهرجان الأمم Théâtre des Nations 1984.
- وسام مهرجان Montpellier 1985.
- تكريم مهرجان القاهرة السينمائي الدولي 1991.
- جائزة أفضل عمل مسرحي وجائزة أفضل إخراج في ملتقى القاهرة الدولي 1994.
- جائزة الامتياز في أيام قرطاج المسرحية 1998.
- جائزة أفضل إنتاج فني - مؤسسة عبد الهادي الدبس 1999.
- جائزة «الأسد الذهبي» في «بينالي البندقيّة/ فينيسيا» للمسرح لعام 2008 لمجمل مسيرته المسرحية.[3]